# Cyrtopodion
Cyrtopodion är ett släkte av ödlor. Cyrtopodion ingår i familjen geckoödlor.

## Dottertaxa tillCyrtopodion, i alfabetisk ordning[1]
- Cyrtopodion agamuroides
- Cyrtopodion amictophole
- Cyrtopodion battalense
- Cyrtopodion baturense
- Cyrtopodion brachykolon
- Cyrtopodion brevipes
- Cyrtopodion caspium
- Cyrtopodion chitralense
- Cyrtopodion dattanense
- Cyrtopodion elongatum
- Cyrtopodion fasciolatum
- Cyrtopodion fedtschenkoi
- Cyrtopodion fortmunroi
- Cyrtopodion gastrophole
- Cyrtopodion heterocercum
- Cyrtopodion himalayanum
- Cyrtopodion indusoani
- Cyrtopodion kachhensis
- Cyrtopodion kirmanense
- Cyrtopodion kohsulaimanai
- Cyrtopodion kotschyi
- Cyrtopodion lawderanum
- Cyrtopodion longipes
- Cyrtopodion medogense
- Cyrtopodion mintoni
- Cyrtopodion montiumsalsorum
- Cyrtopodion narynense
- Cyrtopodion potoharense
- Cyrtopodion rhodocaudum
- Cyrtopodion rohtasfortai
- Cyrtopodion russowii
- Cyrtopodion sagittiferum
- Cyrtopodion scabrum
- Cyrtopodion sistanense
- Cyrtopodion spinicaudum
- Cyrtopodion turcmenicum
- Cyrtopodion watsoni
- Cyrtopodion voraginosum